# غلاوبر (لاعب كرة قدم)
غلاوبر (بالبرتغالية: Gláuber Vian Corrêa‏) هو لاعب كرة قدم برازيلي في مركز الدفاع، ولد في 9 فبراير 1981 في Ilha Solteira ‏ في البرازيل. لعب مع أتلتيكو يوفنتوس وبوغون شتشين وسبورت ريسيفي ونادي إيتوانو ونادي غواراني ونادي فورتاليزا.

## وصلات خارجية
- غلاوبر (لاعب كرة قدم) على موقع قاعدة بيانات كرة القدم.إي يو (الإنجليزية)